# لوئی برگ‌باریک
لوئی برگ‌باریک (نام علمی: Typha laxmannii) نام یک گونه از سرده لوئی است.